# Bernhard Petri

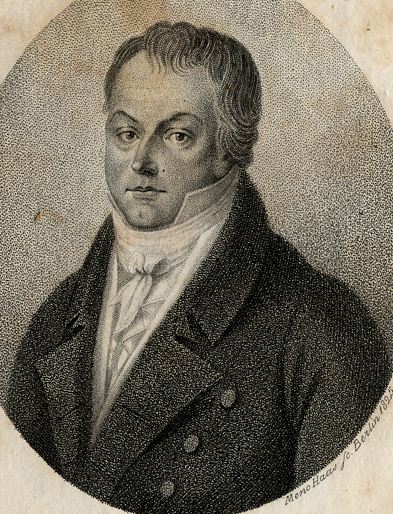
Bernhard Petri

Bernhard Petri (* 2. April 1767 in Zweibrücken; † 28. Oktober 1853 in Theresienfeld bei Wien) war ein österreichischer Agronom.

## Leben
Bernhard Petri kam als Sohn des Hofgärtners Ernst August Bernhard Petri und dessen Ehefrau Susanne Friederike geborene Froelich (1746–1777) in Zweibrücken zur Welt.
Petri genoss eine Ausbildung 1782 bis 1785 in Schwetzingen bei Friedrich Ludwig von Sckell, anschließend unternahm er Bildungsreisen nach Frankreich, England und in die Niederlande. Im Jahre 1788 trat er als „Hofgärtner adjuncto“ in die Dienste des Herzogs Karl II. August von Pfalz-Zweibrücken und begann mit der Überformung der Gartenanlagen des Schlosses Karlsberg im englischen Stil. Nach der Zerstörung des Schlosses während der französischen Revolution wanderte er nach Österreich aus.
1803 wurde Petri in Schloss Loosdorf Wirtschaftsdirektor des Prinzen Johann von Liechtenstein, wo er einen englischen Park anlegte. Als Johann I. 1805 nach dem Tod seines Bruders Alois I. die Regierung des Hauses Liechtensteins übernahm, verwaltete er weitere Güter des Fürsten.
Der bedeutendste Plan Petris war die Schaffung des englischen Parks in Eisgrub (Lednice), wo er aus vorher sumpfigen Thayaauen eine Landschaft mit Inseln und Teichen gestaltete, seit 1996 Teil des UNESCO-Welterbes Kulturlandschaft Lednice-Valtice. Neben Eisgrub legte Petri auch in den Liechtenstein-Besitzungen Adamsthal, Neuhäusel und in der Rossau bei Wien englische Gärten an. 1808 ersuchte er die Entlassung aus den Diensten des Fürsten und widmete sich während seiner Pension seiner eigenen Merinoschafzucht bei Theresienfeld.
Petri war Ökonomierat und Gutsbesitzer in Theresienfeld, betrieb eine ausgedehnte Schafzucht und beschäftigte sich mit dem Anbau neuer Futterpflanzen. Durch Selbststudium der wissenschaftlichen Landbauliteratur, durch ausgedehnte Reisen in europäischen Ländern und durch seine eigene Versuchstätigkeit eignete er sich umfassende landwirtschaftliche Kenntnisse an. Seine zahlreichen Veröffentlichungen machten ihn zu einem zeitgenössisch ernstzunehmenden Fachschriftsteller.

## Schriften (Auswahl)
- Das Ganze der Schafzucht in Hinsicht auf unser deutsches Klima. Wien 1815. 2. Aufl. unter leicht verändertem Titel in 2 Teilen, Wien 1825.
- Physiologisch-comparative Versuche über die Nahrungskräfte und Eigenschaften sehr verschiedenartiger Futterpflanzen, sowohl im Vergleich der wechselseitigen Wirkungen gegen einander, als auch in Bezug des Effects auf Gesundheit, Lebenskraft und Körperentwicklung. Wien 1824.
- Die wahre Philosophie des Ackerbaues, oder ein auf die Erhöhung des Grundeigenthums gestütztes, ganz neues Düngersystem. 2 Teile, Wien 1824 und 1827.
- Über Pflanzen-Ernährungsgrundsätze in gegenseitigen Beziehungen des Ertrages, der Erschöpfung und Befruchtung des Bodens, durch praktische Beispiele erläutert, nebst einem Grundriß über systematische Musterwirthschaften. Wien 1839.